# Marc Gaspard Abraham Paulet de La Bastide
Marc Gaspard Abraham Paulet de la Bastide, né le 9 novembre 1769 à Saint-Quentin (Aisne), mort le 1er août 1805 aux Sables-d'Olonne (Vendée), est un général français de la Révolution et de l’Empire.

## États de service
Il entre en service comme volontaire le 26 février 1790, au régiment de Chartres dragons et il passe sous-lieutenant dans ce corps le 26 février 1792. Le 1er mars 1793, il devient lieutenant dans les hussards de Chamborant et capitaine le 7 juin 1793, employé comme aide de camp du général Frégeville. Le 26 octobre 1793, les représentants du peuple le nomment chef de bataillon et il est confirmé dans son grade le 27 mars 1795. Il passe adjudant-général chef de brigade le 13 juin 1795, à l’Armée de Rhin-et-Moselle et il est réformé le 13 avril 1796.
Il est remis en activité le 26 juillet 1796 et il sert successivement à la 1re division militaire, à la 15e division militaire, aux armées du Nord, d’Italie, de réserve et du Midi. Attaché à la division Duhesme en Italie le 6 avril 1799, il reçoit l’ordre de Bonaparte de passer le Tessin, mais les barques manquent, et donnant l’exemple, il traverse à la nage avec quelques soldats nageurs et s’empare des barques qui se trouvent sur l’autre rive, occupée par l’ennemi. Il se distingue le 29 octobre 1799, près de Suse, et le 31 à Pignerol, ce qui lui vaut d’être promu au grade de général de brigade provisoire le 3 novembre 1799. Il est confirmé dans son grade le 26 octobre 1800, par Bonaparte.
Le 16 mai 1802, il passe à la 24e division militaire, puis le 23 septembre suivant à la 12e division militaire. Le 5 octobre 1803, il est nommé inspecteur des batteries de côtes entre Marans et Bourgneuf et il soutient avec honneur le bombardement du Havre. Il est fait chevalier de la Légion d’honneur le 11 décembre 1803 et commandeur de l’ordre le 14 juin 1804.
Le 30 janvier 1805, il est appelé au commandement de la Vendée, dans la 12e division militaire, et il meurt aux Sables-d’Olonne, où il commande le 1er août 1805.

## Sources
- (en) « Generals Who Served in the French Army during the Period 1789 - 1814: Eberle to Exelmans »
- Thierry Pouliquen, « Les généraux français et étrangers ayant servis [sic] dans la Grande Armée » (consulté le 6 septembre 2014)
- (pl) « Napoléon.org.pl »
- A. Lievyns, Jean Maurice Verdot, Pierre Bégat, Fastes de la Légion-d'honneur, biographie de tous les décorés accompagnée de l'histoire législative et réglementaire de l'ordre, Bureau de l’administration, janvier 1844, 529 p. (lire en ligne), p. 418.